# Felâtun Bey und Rakım Efendi
Felâtun Bey und Rakım Efendi (türkisch Felâtun Bey ile Râkım Efendi) ist ein Roman von Ahmet Mithat Efendi (1844–1912) aus dem Jahr 1875. Im ausgehenden Osmanischen Reich war dieser Autor einer der produktivsten türkischen Schriftsteller und Publizisten.
Das Hauptthema eines der ersten türkischen Romane, die nach den Tanzimat-Reformen entstanden, war die sogenannte „falsche Verwestlichung“.
Die Figur des Felâtun Bey, eine leichtlebige, europäisch orientierte Person, führt ein Leben in Genuss und verspielt ihr geerbtes Vermögen in kürzester Zeit, während der fleißige, sparsame und altmodische Rakım Efendi als Gegenfigur geschaffen wurde, eine die Eigenschaften des osmanischen Menschentypus verkörpernde Figur, die sich durch Arbeitseifer und gute Manieren hocharbeitet. Am Ende des Romans erreicht Râkım Efendi – ganz wie es von den Romanen dieser Zeit erwartet wird – das Leben, das er sich wünscht, während Felâtun Bey die Folgen seiner Fehler ertragen muss. Die in ihren Namen verwendeten Begriffe  „Efendi“ und „Bey“ gelten auch als Symbole für die von den Figuren repräsentierten Werte.